# Стек (трость)
Стек , также хлыст, хлыстик (англ. riding crop) — вспомогательное средство управления лошадью, тонкий гибкий, хлёсткий прут (стержень), чаще всего в оплётке или покрытии, с рукоятью и шлепком, изначально предназначенный для лошадиной выездки и скачек.

## Описание
Стек применяют для тренинга лошадей, дрессировки собак, а также для болевых и дисциплинарных воздействий в практике БДСМ. Названия «стек» и «хлыст» тождественны в конном спорте и BDSM-практиках, но в среде последних более распространено использование понятия «стек».
Состоит из упругой и гибкой основы (металлический, пластиковый либо силиконовый пруток, оплетённый или обшитый кожей или другими материалами), рукоятки (часто с петлёй для надевания на руку) и шлепка (пластинки из кожи, кожзаменителя, винила, резины и тому подобное. В хлыстах для BDSM-практик шлепок иногда выполняется в виде ладошки, сердца, и тому подобное либо фала (плетёного подвижного кончика).
В зависимости от длины ствола и вида шлепка различают:
- конкурный (english crop) — средней длины (~75 см) с узким шлепком;
- выездковый (riding crop) — длинный (100—120 см), с фалом вместо шлепка;
- скаковой (bat) — короткий с широким, жёстким шлепком, одинарным или двойным;
- собачий (doggin` bat) — короткий с широким и длинным, жёстким шлепком.

Также встречаются варианты с одним или несколькими хвостами вместо шлепка.